# Carlos Luthar
Carlos Luthar (* um 1952/1953) ist ein ehemaliger uruguayischer Fußballspieler.

## Verein
Luthar, der bereits 1971 dem montevideanischen Verein Peñarol angehörte, stand dort ebenfalls in den beiden Folgejahren im Kader der Erstligamannschaft. Mit den Aurinegros gewann er 1972 die Copa Principe Juan de España und die Copa Atlántico Sur. Zudem wurde er 1973 mit Peñarol Uruguayischer Meister. Auch in der Copa Libertadores 1973 kam er in der Begegnung gegen Nacional als Einwechselspieler für Alfredo Lamas zum Zuge. 1976 spielte er für Everton de Viña del Mar und feierte mit dem chilenischen Verein den Gewinn der Landesmeisterschaft. 1977 wechselte er zum in jener Spielzeit von Luis Cubilla trainierten uruguayischen Verein Danubio. Dort kam er für die Montevideaner in der Copa Libertadores 1978 bei deren erster Teilnahme der Vereinsgeschichte in diesem Wettbewerb insgesamt sechsmal zum Einsatz. Mindestens im Jahr 1979 war er für Peñarols Hauptkonkurrenten Nacional aktiv. Auch dort wurde er international eingesetzt und spielte von Anbeginn im Clásico vom 7. März 1979 im Rahmen der Copa Libertadores 1979.

## Nationalmannschaft
Luthar gehörte der uruguayischen Junioren-Nationalmannschaft an, die 1971 an der Junioren-Südamerikameisterschaft in Paraguay teilnahm und den zweiten Platz belegte. Im Verlaufe des Turniers wurde er von Trainer Rodolfo Zamora fünfmal (kein Tor) eingesetzt.
1976 wurde Luthar im Rahmen der in Recife ausgetragenen Qualifikationsspiele für die Olympischen Sommerspiele 1976 ebenfalls in der seinerzeit von Walter Brienza (Ex-Spieler von Nacional, Rampla Juniors und Bella Vista) trainierten Auswahl Uruguays eingesetzt. Uruguay belegte bei dieser Qualifikation hinter Brasilien den zweiten Platz. Da jedoch entgegen den Regularien des IOC, die eine Teilnahme von Profispielern untersagten, Erstliga-Akteure aufgestellt wurden, entschieden das Nationale Olympische Komitee (COU) und der uruguayische Fußballverband Asociación Uruguaya de Fútbol (AUF), zur Vermeidung einer Sanktion auf die Olympischen Spiele zu verzichten.

## Erfolge
- Junioren-Vize-Südamerikameister 1971
- Uruguayischer Meister 1973
- Chilenischer Meister 1976